# 罗维尔欧谢讷
罗维尔欧谢讷（法語：Roville-aux-Chênes，法語發音：[ʁɔvil o ʃɛn] ⓘ）是法国洛林大区孚日省的一个市镇，属于埃皮纳勒区。

## 地理
罗维尔欧谢讷（48°23'6"N, 6°36'12"E）面积8.59 平方千米，位于法国大東部大區孚日省，该省份为法国东北部内陆省份，北起默兹省和默尔特-摩泽尔省，西接上马恩省，南至上索恩省和贝尔福地区省，东临上莱茵省和下莱茵省。
与罗维尔欧谢讷接壤的市镇（或旧市镇、城区）包括：朗贝维莱、栋西耶尔、罗蒙、莫尔塔涅河畔圣莫里斯、克萨费维莱尔。

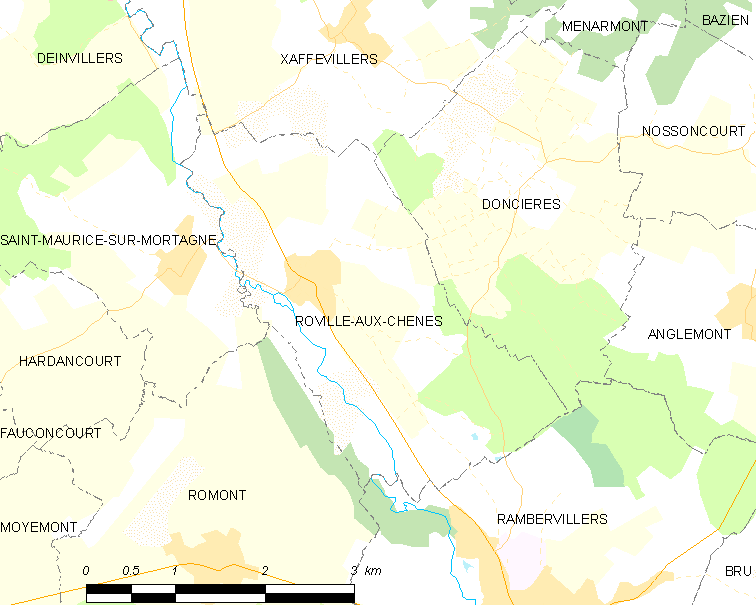
罗维尔欧谢讷的OSM定位图

罗维尔欧谢讷的时区为UTC+01:00、UTC+02:00（夏令时）。

## 行政
罗维尔欧谢讷的邮政编码为88700，INSEE市镇编码为88402。

## 政治
罗维尔欧谢讷所属的省级选区为拉翁莱塔普县。

## 人口

1962-2008年间罗维尔欧谢讷人口变化图示

罗维尔欧谢讷于2022年1月1日时的人口数量为369人。